# Факел (Варва)
Футбольний клуб «Факел» — український футбольний клуб, з селища міського типу Варви Чернігівської області.

## Усі сезони в незалежній Україні
| Сезон   | Чемпіонат     | Чемпіонат | Чемпіонат | Чемпіонат | Чемпіонат | Чемпіонат | Чемпіонат | Чемпіонат | Кубок       | Кубок | Кубок | Кубок | Кубок | Кубок | Кубок | Примітка                                                                |
| Сезон   | Ліга          | Місце     | І         | В         | Н         | П         | М         | О         | Етап        | І     | В     | Н     | П     | М     | О     | Примітка                                                                |
| ------- | ------------- | --------- | --------- | --------- | --------- | --------- | --------- | --------- | ----------- | ----- | ----- | ----- | ----- | ----- | ----- | ----------------------------------------------------------------------- |
| 1995/96 | —             | —         | —         | —         | —         | —         | —         | —         | 1/64 фіналу | 2     | 1     | 0     | 1     | 1−2   | 2     |                                                                         |
| 1996/97 | Друга Група А | 2 з 16    | 30        | 18        | 7         | 5         | 40−20     | 61        | 1/64 фіналу | 2     | 1     | 0     | 1     | 4−3   | 2     |                                                                         |
| 1997/98 | Друга Група В | 2 з 17    | 30        | 18        | 6         | 6         | 48−23     | 60        | 1/64 фіналу | 0     | 0     | 0     | 0     | 0−0   | 0     | Неявка «Факела» у кубку. Знявся із змагань до початку наступного сезону |
| Всього  | Друга         | 2 сезони  | 60        | 36        | 13        | 11        | 88−43     | 85        | >2 сезони   | 4     | 2     | 0!2   | 5−5   | 4     |       |                                                                         |